# کیلک‌همپتون
کیلک‌همپتون (به انگلیسی: Kilkhampton) یک روستا و محله مدنی در بریتانیا است که در کورنوال واقع شده‌است. کیلک‌همپتون ۱٬۳۳۰ نفر جمعیت دارد.